# 森特鎮區 (密蘇里州布坎南縣)
森特鎮區（英語：Center Township）是位於美國密蘇里州布坎南縣的一個行政鎮區。

## 地方資料
森特鎮區的面積為94.08平方千米，皆為陸地。根據2020年美國人口普查的數據，當地共有人口2950人，而人口密度為每平方千米31.36人。